# Хміль Олександр
Олександр Хміль (20 січня 1947) — український і канадський диригент, соліст опери.

## Життєпис
Український і канадський диригент Олександр Хміль народився 20 січня 1947 року в місті Інгольштадт у Німеччині. 1951 року разом із батьками переїхав до Сполучених Штатів Америки й поселився в Детройті (штату Мічиган). Музичну освіту здобув в університеті штату Мічиган у США та в Королівській консерваторії в Торонто в Канаді.
Співав сольні партії в операх Бедржиха Сметани, Вольфганга Амадея Моцарта,  Джакомо Пуччіні. Був хористом в українських хорах «Трембіта», «Прометей». 1972 року заснував у Торонто хор «Десна». У 1974—1987 роках керував хором церкви святого Йосафата. 1979 року очолив хор «Бурлака», з яким гастролював у багатьох країнах, зокрема 1990 року в Україні.
Дружина — Дарія Мек, діти — Тарас, Адріян, Лариса.